# جوآن الکساندر
جوآن الکساندر (انگلیسی: Joan Alexander؛ ۱۶ آوریل ۱۹۱۵ – ۲۱ مهٔ ۲۰۰۹) یک هنرپیشه اهل ایالات متحده آمریکا بود. وی بین سال‌های ۱۹۴۱ تا ۱۹۶۸ میلادی فعالیت می‌کرد.